# 31 أغسطس
- السبت
- الأحد
- الاثنين
- الثلاثاء
- الأربعاء
- الخميس
- الجمعة

- 261 صفر 1447  هـ
- 272 صفر 1447  هـ
- 283 صفر 1447  هـ
- 294 صفر 1447  هـ
- 305 صفر 1447  هـ
- 316 صفر 1447  هـ
- 17 صفر 1447  هـ
- 28 صفر 1447  هـ
- 39 صفر 1447  هـ
- 410 صفر 1447  هـ
- 511 صفر 1447  هـ
- 612 صفر 1447  هـ
- 713 صفر 1447  هـ
- 814 صفر 1447  هـ
- 915 صفر 1447  هـ
- 1016 صفر 1447  هـ
- 1117 صفر 1447  هـ
- 1218 صفر 1447  هـ
- 1319 صفر 1447  هـ
- 1420 صفر 1447  هـ
- 1521 صفر 1447  هـ
- 1622 صفر 1447  هـ
- 1723 صفر 1447  هـ
- 1824 صفر 1447  هـ
- 1925 صفر 1447  هـ
- 2026 صفر 1447  هـ
- 2127 صفر 1447  هـ
- 2228 صفر 1447  هـ
- 2329 صفر 1447  هـ
- 241 ربيع الأول 1447  هـ
- 252 ربيع الأول 1447  هـ
- 263 ربيع الأول 1447  هـ
- 274 ربيع الأول 1447  هـ
- 285 ربيع الأول 1447  هـ
- 296 ربيع الأول 1447  هـ
- 307 ربيع الأول 1447  هـ
- 318 ربيع الأول 1447  هـ
- 19 ربيع الأول 1447  هـ
- 210 ربيع الأول 1447  هـ
- 311 ربيع الأول 1447  هـ
- 412 ربيع الأول 1447  هـ
- 513 ربيع الأول 1447  هـ

31 أغسطس أو 31 آب أو يوم 31 \ 8 (اليوم الحادي والثلاثون من الشهر الثامن) هو اليوم الثالث والأربعون بعد المئتين (243) من السنوات البسيطة، أو اليوم الرابع والأربعون بعد المئتين (244) من السنوات الكبيسة وفقًا للتقويم الميلادي الغربي (الغريغوري). يبقى بعده 122 يوما لانتهاء السنة.

## أحداث
- 1290 - طرد اليهود من إنجلترا بواسطة الملك الإنجليزي إدوارد الاول.
- 1422 - هنري السادس يتولى عرش إنجلترا وهو بعمر التسعة شهور وذلك بعد وفاة والده الملك هنري الخامس.
- 1876 - خلع السلطان العثماني مراد الخامس لإصابته بمرض عقلي، وتنصيب عبد الحميد بن عبد المجيد الأول خلفًا له تحت اسم السلطان عبد الحميد الثاني.
- 1897 - توماس إديسون يحصل على براءة اختراع كاميرا الصور المتحركة التي أطلق عليها اسم الكينتوغراف.
- 1911 ـ مدينة سان فرناندو بمقاطعة لوس أنجليس بولاية كاليفورنيا تحصل على صفة مدينة.
- 1918 - البلاشفة يهاجمون القنصلية البريطانية في مدينة بتروغراد.
- 1950 - سقوط طائرة شركة «TWA» الرحلة 903 بالصحراء بالقرب من وادي النطرون، وأدى الحادث إلى مقتل جميع ركاب الطائرة البالغ عددهم 55 شخصًا.
- 1955 - ويليام دورانت من جنرال موتورز يقدم أول مركبة تسير بالطاقة الشمسية في شيكاغو.
- 1957 - الإعلان عن استقلال ماليزيا.
- 1964 - إشهار نادي كاظمة الكويتي.
- 1965 -
  - تدشين الخط الهاتفي الأحمر بين الاتحاد السوفيتي والولايات المتحدة والمخصص لوقت الأزمات الخطيرة.
  - تعديل في نظام مجلس الأمن تم من خلاله زيادة عدد أعضائه إلى 15 عضو بينهم 10 أعضاء غير دائمين.
- 1978 - اختفاء الإمام موسى الصدر أثناء تواجده في ليبيا.
- 1982 - آخر قوافل المقاتلون الفلسطينيون تغادر بيروت عقب الغزو الإسرائيلي.
- 1989 - ليبيا وتشاد توقعان على اتفاق ينهي النزاع الحدودي بينمها والمستمر منذ 16 عامًا على قطاع أوزو.
- 1991 - قرغيزستان وأوزبكستان تعلنان استقلالها عن الاتحاد السوفيتي.
- 1992 - الملك حسين يوافق على قانون الأحزاب السياسية في الأردن.
- 1994 - الجيش الجمهوري الإيرلندي والذي يطالب بتوحيد الجزيرة الأيرلندية يعلن وقف عملياته العسكرية للمرة الأولى منذ 25 عامًا.
- 1996 -
  - أمين عام مجلس الأمن الروسي ألكسندر ليبيد يعلن التواصل إلى اتفاق ينهي الحرب في الشيشان ويؤجل حسم مسألة وضع الجمهورية القوقازية إلى 31 ديسمبر من عام 2001.
  - تأسيس حركة التوحيد والإصلاح المغربية.
- 1997 - ديانا سبينسر طليقة ولي العهد البريطاني الأمير تشارلز وصديقها دودي الفايد يموتان في حادث سيارة في نفق ألما في فرنسا.
- 2005 - سقوط وغرق أكثر من ألف شخص في نهر من فوق جسر الأئمة في العراق نتيجة للتدافع الشديد.
- 2007 - رئيس مجلس النواب اللبناني نبيه بري وأثناء مشاركته في مهرجان ذكرى اختفاء الإمام موسى الصدر في بعلبك يقدم مبادرة للانتخابات الرئاسية تهدف لاختيار رئيس وفاقي.
- 2010 - الرئيس الأمريكي باراك أوباما يعلن نهاية العمليات العسكرية الأمريكية في العراق وأن العراقيين باتوا مسؤولين عن الأمن في بلادهم.
- 2014 - القوات المسلحة العراقية وحزب الله العراقي والحشد الشعبي تفك الحصار عن مدينة آمرلي.
- 2016 -
  - عزل ديلما روسيف من رئاسة الجمهورية البرازيلية وتولي ميشال تامر خلفًا لها.
  - إعلان لجنة الانتخابات فوز علي بونغو أونديمبا بالانتخابات الرئاسية للغابون.
- 2020 -
  - أعضاء المجلس النيابي اللُبناني يُسمُّون الدبلوماسي مُصطفى أديب لِتشكيل الحُكُومة الجديدة بعد استقالة حُكُومة حسَّان دياب إثر انفجار مرفأ بيروت.
  - أول رحلة مباشرة لطائرة إسرائيلية تصل مطار أبو ظبي قادمة من مطار تل أبيب بعد عبورها الأجواء السعودية.
- 2021 - البرلمان الإستوني ينتخب ألار كاريس ليصبح الرئيس السادس لجمهورية إستونيا.
- 2022 - المفوضية السامية للأمم المتحدة لحقوق الإنسان تُعلن تقريرها حول انتهاكات حقوق الإنسان في منطقة الأويغور في الصين، وتصفها بأنها تُشكل جرائم ضد الإنسانية.
- 2023 - مقتل 77 وإصابة 88 على الأقل إثر حريق في مبنى استيطان عشوائي في جوهانسبرغ بجنوب إفريقيا.

## مواليد
- 12 - كاليغولا، إمبراطور روماني.
- 161 - كومودوس، سادس الأباطرة الأنطونيين الرومان.
- 1821 - هرمان فون هلمهولتز، عالم فيزياء ألماني.
- 1843 - غيورغ فون هيرتلينغ، مستشار ألمانيا.
- 1879 - الإمبراطور تايشو، إمبراطور اليابان.
- 1880 - فيلهامينا، ملكة هولندا.
- 1884 - جورج سارتون، صيدلي ومؤرخ علمي بلجيكي.
- 1908 - ويليام سارويان، روائي وكاتب مسرحي أمريكي.
- 1913 - برنارد لوفيل، عالم بريطاني في علم الفلك والفيزياء.
- 1943 - حسن توفيق، شاعر مصري.
- 1947 -
  - مونا مارشال، ممثلة أداء صوتي أمريكية.
  - سومشاي وونغساوات، رئيس وزراء تايلاند.
- 1949 -
  - ريتشارد جير، ممثل أمريكي.
  - هيو دايفيد بولتيزر، عالم فيزياء نظرية أمريكي حاصل على جائزة نوبل في الفيزياء عام 2004.
- 1951 - محمد أحمد الظاهر، كاتب وشاعر أردني فلسطيني.
- 1958 - إريك زمور، كاتب سياسي وصحفي فرنسي.
- 1960 - حسن نصر الله أمين عام حزب الله اللبناني.
- 1966 - لوبوسلاف بينيف، لاعب كرة قدم بلغاري.
- 1970 -
  - رانيا العبد الله، زوجة ملك الأردن عبد الله الثاني بن الحسين.
  - نيكولا غرويفسكي، رئيس وزراء جمهورية مقدونيا.
- 1972 -
  - كريس تاكر، ممثل أمريكي.
  - مادلين مطر، مغنية لبنانية.
- 1975 - سارة راميريز، ممثلة أمريكية.
- 1976 - روكي جونيور، لاعب كرة قدم برازيلي.
- 1977 - جيف هاردي، مصارع أمريكي.
- 1978 - فيليب كريستانفال، لاعب كرة قدم فرنسي.
- 1981 - مونيا، مغنية وممثلة كويتية.
- 1982 -
  - نايلة تويني، صحافية وسياسية لبنانية.
  - خوسيه مانويل رينا، حارس مرمى كرة قدم إسباني.
- 1985 -
  - محمد بن سلمان بن عبد العزيز آل سعود، ولي العهد و رئيس مجلس الوزراء في المملكة العربية السعودية.
  - إلهام علي، ممثلة سعودية.

## وفيات
- 1422 - هنري الخامس، ملك إنجلترا.
- 1867 - شارل بودلير، شاعر فرنسي.
- 1932 - ساسون حسقيل، أول وزير مالية في العراق.
- 1950 - كاميليا، ممثلة مصرية.
- 1963 - جورج براك، رسام فرنسي.
- 1965 - فرانشيسكو برو، لاعب كرة قدم وحكم ومدرب إسباني.
- 1980 - محمد الفحام، عالم مسلم مصري تولى مشيخة الأزهر.
- 1985 - فرانك ماكفارلين بورنيت، طبيب أسترالي حاصل على جائزة نوبل في الطب عام 1960.
- 1986 - أورهو ككونن، رئيس فنلندا.
- 1994 - جون والتون، سياسي أسترالي.
- 1995 - نزار الحلبي، عالم مسلم لبناني.
- 1997 -
  - ديانا سبينسر، أميرة ويلز والزوجة السابقة لولي عهد المملكة المتحدة الأمير تشارلز.
  - دودي الفايد، ابن الملياردير المصري محمد الفايد.
- 2002 - جورج بورتر، عالم كيمياء بريطاني حاصل على جائزة نوبل في الكيمياء عام 1967.
- 2005 - جوزيف روتبلت، عالم فيزياء بريطاني حاصل على جائزة نوبل للسلام عام 1995.
- 2006 - محمد عبد الوهاب، لاعب كرة قدم مصري.

## أعياد ومناسبات
- عيد الاستقلال في قرغيزستان.
- عيد الاستقلال في ترينيداد وتوباغو.

## وصلات خارجية
- وكالة الأنباء القطريَّة: حدث في مثل هذا اليوم.
- النيويورك تايمز: حدث في مثل هذا اليوم.
- BBC: حدث في مثل هذا اليوم.